# Gennadi Petrowitsch Bessonow
Gennadi Petrowitsch Bessonow (russisch Геннадий Петрович Бессонов, engl. Transkription Gennady Besonov; * 9. Dezember 1944 in Schtscholkowo, RSFSR, Sowjetunion) ist ein ehemaliger sowjetischer Leichtathlet, der sich auf den Dreisprung spezialisiert hat. Seinen größten sportlichen Erfolg feierte er mit dem Gewinn von zwei Medaillen bei Halleneuropameisterschaften sowie dem Sieg bei der Sommer-Universiade 1973 in Moskau.

## Sportliche Laufbahn
Erste internationale Erfahrungen sammelte Gennadi Bessonow vermutlich im Jahr 1971, als er bei den Europameisterschaften in Helsinki mit einer Weite von 16,26 m den siebten Platz. Im Jahr darauf belegte er bei den Halleneuropameisterschaften in Grenoble mit 16,58 m den vierten Platz und im Sommer schied er bei den Olympischen Sommerspielen in München mit 16,18 m in der Qualifikationsrunde aus. 1975 gewann er bei den Halleneuropameisterschaften in Katowice mit 16,78 m die Bronzemedaille hinter seinem Landsmann Wiktor Sanejew und Michał Joachimowski aus Polen. Daraufhin trat er nicht mehr international in Erscheinung.